# Jürgen Buchwald
Jürgen Buchwald (* 3. Mai 1959 in Bremen) ist ein deutscher Agrarökonom und politischer Beamter. Er war von 2016 bis 2022 Staatssekretär im Umweltministerium des Landes Mecklenburg-Vorpommern.

## Leben
Buchwald legte 1978 sein Abitur in Bremen ab und absolvierte in der Folge eine Ausbildung zum Landwirt (1978–1980), ehe er – nach dem Wehrdienst (1980–1981) – im Jahr 1981 ein Studium der Agrarwissenschaften an der Georg-August-Universität Göttingen aufnahm. Dieses schloss er 1988 ab und wurde anschließend wissenschaftlicher Mitarbeiter am Institut für Agrarökonomie der Universität Göttingen, wo er bis 1992 tätig war. 1993 promovierte Buchwald zum Dr. agr. sc. und wurde zum Referent/Referatsleiter im Ministerium für Landwirtschaft, Forsten und Fischerei des Landes Mecklenburg-Vorpommern, ehe er 1999 zum Leiter des Ministerbüros von Till Backhaus ebendort wurde.
Zwischen 2000 und 2005 war der Agrarökonom Leiter der Abteilung Verbraucherschutz, Veterinärwesen im Ministerium für Landwirtschaft, Forsten und Fischerei des Landes Mecklenburg-Vorpommern, leitete von 2005 bis 2010 im neu formierten Ministerium für Landwirtschaft, Umwelt und Verbraucherschutz des Landes Mecklenburg-Vorpommern die Abteilung Agrarstruktur sowie von 2010 bis 2016 ebendort die Abteilung Landwirtschaft, Agrarstruktur. Ab 2010 war Buchwald zugleich stellvertretender Staatssekretär des Ministeriums.
Am 31. Dezember 2016 wurde Jürgen Buchwald von Minister Till Backhaus zum Staatssekretär im Ministerium für Landwirtschaft und Umwelt des Landes Mecklenburg-Vorpommern berufen und wurde in dieser Position als Nachfolger von Peter Sanftleben Teil des von Ministerpräsident Erwin Sellering geleiteten Kabinetts Sellering III. Nach der Übernahme des Ministerpräsidentenpostens durch Manuela Schwesig war Buchwald Teil des Kabinetts Schwesig I. Ab der Bildung des Kabinetts Schwesig II am 15. November 2021 war er weiterhin Staatssekretär im nun umbenannten Ministerium für Klimaschutz, Landwirtschaft, ländliche Räume und Umwelt. Ende April 2022 wurde er aus gesundheitlichen Gründen in den Ruhestand versetzt. Ihm folgte Elisabeth Aßmann nach.